# Henrique II do Congo
Henrique II (Falecido em 1803) foi o manicongo (rei) do Reino do Congo entre 1794 e 1802 ou 1803. 

## Biografia
Com a morte de Afonso V, um novo período de conflitos se iniciaram no Congo. Quatro reis reinam apenas entre 1787 e 1794, ainda vendo uma nova casa surgir; Água Rosada e Sadónia. Esta casa nasceu da união dos Quinzala do Incondo e os Quimpanzo. O príncipe Pedro de Água Rosada, regente do Congo, favoreceu a eleição de Masaqui ma Ampanzu em 10 de janeiro de 1794, assumindo o trono como Henrique II. 

Apesar da afirmação de ser um Água Rosada, não se sabe ao certo de qual casa Henrique realmente era. Seus apoiadores, segundo ele, estavam fora de São Salvador e, segundo ele, "numa floresta". Henrique consegue ocupar a cidade com um pequeno exercito logo depois. Enquanto isso, o chefe de Água Rosada, Dom Garcia, estabelece um governo paralelo em Quibango e não aceita a autoridade de Henrique II. Em 1802, ou 1803, a capital é invadida e Henrique é deposto. Garcia torna-se rei logo depois. 